# Seznam ameriških admiralov
Seznam ameriških admiralov.

## A
Walden Ainsworth  - George Whelan Anderson mlajši - John Aquilino

## B
Chester R. Bender - 
William Shepherd Benson - 
Ellsworth Price Bertholf - 
Frederick C. Billard - 
Jeremy Michael Boorda - 
Franklin Buchanan - 
Arleigh Albert Burke - 
Richard Evelyn Byrd - 

## C
Robert Bostwick Carney - 
Victor Chrutchley - 
Joseph Clark - 
Vern Clark - 
Thomas H. Collins - 
Robert Edward Coontz - 

## D
Louis Emil Denfield - 

## F
Edward Walter Eberle - 
Joseph Francis Farley - 
William Morrow Fechteler - 

## G
James Steele Gracey - 

## H
Harry Gabriel Hamlet - 
John Briggs Hayes - 
Harold Alexander Houser - 
Charles Frederick Hughes -

## J
David Elmer Jeremiah - 
Jay L. Johnson - 

## K
Frank Benton Kelso II. - 
John William Kime - 
Ernest Joseph King - John Kirby - 
Robert Edward Kramek - 

## L
William Daniel Leahy - 
James Milton Loy - 

## M
David Lamar McDonald - 
William H. McRaven - 
Thomas Hinman Moorer -
John Gould Moyer -   
Michael G. Mullen -

## N
Simon Newcomb - 
Chester William Nimitz - 

## O
Merlin O'Neill - 

## P
Roger W. Paine (1917-2008) - William F. Petrovic - 
William Veazie Pratt - 

## R
- William F. Reynolds - 
Alfred Carroll Richmond - 
Edwin John Roland - 
Jerome Edward Rupnik - 

## S
Forrest Percival Sherman - 
Owen Wesley Siler - 
Willard John Smith - Raymond A. Spruance - 
William Harrison Standley - 
Harold Rainsford Stark - 

## T
Carlisle A. H. Trost - 
John Randolph Tucker - 

## W
Russell Randolph Waesche - 
James David Watkins - 

## Y
Paul Alexander Yost mlajši - 

## Z
Ronald Zlatoper - 
Elmo Russell Zumwalt mlajši - 